# Кох, Андерс
Андерс Кох (дат. Anders Koch; род. 2 октября 1997, Эсбьерг, Рибе) — датский хоккеист, защитник.

## Карьера
Воспитанник «Эсбьерг Энерджи». В составе родной команды, а также с «Ольборг Пайрэтс» побеждал в чемпионате страны. Выступал за различные юниорские и молодежную национальную команду страны. В 2023 году Кох в составе сборной Дании дебютировал на чемпионате мира по хоккею с шайбой, игры которого проходили в Финляндии.

## Достижения
- Чемпион Дании (4): 2015/2016, 2016/2017, 2021/2022, 2022/2023.